# Nikita (serie de televisión)
Nikita es una serie de televisión estadounidense emitida por la cadena CW. Se basa en la película francesa Nikita de 1990 y en la serie de televisión La femme Nikita de 1997. Fue estrenada el 9 de septiembre de 2010 en Estados Unidos.
El 17 de mayo de 2011, Nikita fue renovada para una segunda temporada con 22 capítulos, que posteriormente se ampliaron a 23. La renovación para una tercera temporada de 22 episodios más fue anunciada el 12 de mayo de 2012. El 9 de mayo de 2013 fue anunciada su renovación para una cuarta temporada.

## Sinopsis
La historia se centra en una ficticia rama secreta de la red de espionaje del gobierno de Estados Unidos, conocida como División, que a lo largo de los años ha acumulado tanto poder que ni el propio gobierno puede controlarla. División trabaja como una empresa privada, casi terrorista, en busca del beneficio a toda costa. Supuestamente tiene una función gubernamental, que es proteger al gobierno y combatir el terrorismo usando el espionaje, pero se ha corrompido al grado de que ellos deciden quiénes y por qué son "los objetivos" (personas que hay que asesinar, secuestrar o interrogar), algunas veces estos objetivos son terroristas, delincuentes o espías enemigos, otras son personas inocentes. División recluta a jóvenes con problemas, a menudo en la cárcel y condenados a muerte. División falsifica su muerte y les ofrece una nueva vida como agentes secretos, pero jamás les dicen los verdaderos procedimientos de la organización hasta que logran graduarse. Los nuevos reclutas deben aprender a controlar sus emociones para convertirse en asesinos infalibles, y se les adiestra en diversas disciplinas para servir a los propósitos de la organización. Su entrenamiento incluye desde el uso avanzado de computadoras hasta el adiestramiento militar en armas y combate cuerpo a cuerpo. Un trabajo para el resto de sus vidas, excepto para Nikita, una agente excepcional que logró escapar tres años atrás y hasta el momento no se ha dejado capturar.
Nikita abandonó División después de enamorarse de un civil, quien fue asesinado por la organización. Después de mantenerse oculta durante los tres últimos años, Nikita vuelve con ansias de venganza y un objetivo claro: destruir División. Para ello cuenta con una recluta a quien ha logrado infiltrar, Alex, una ex drogadicta que también tiene una cuenta pendiente personal con División, pues ellos asesinaron a sus padres años atrás.

## Reparto y personajes
- Maggie Q como Nikita Mears. Nikita es una ex-drogadicta que mató a un policía, por lo que fue condenada a la pena capital. División certificó su muerte y la entrenaron para ser una asesina. Varios años antes había sido una "agente de campo" de División, hasta que se enamoró de un civil con el que se comprometió. Ella quería dejar de ser una asesina y empezar una nueva vida junto a su prometido. Percy, el líder de División, ordenó a Owen Elliot asesinar al prometido de Nikita para que ella se concentrara en el trabajo. Nikita se ocultó y borró todo rastro de su existencia, y ahora su única misión es acabar con División, aunque sabe que eso es más complicado que solo matar a Percy. Mantiene una relación compleja con Michael, pues aunque sabe que es su enemigo por ser un activo de División, le ha salvado la vida y está enamorada de él, también sabe que Michael está ciego de venganza y quiere ayudarlo para que se pase a su bando. Él fue quien la entrenó. Al final de la primera temporada ya son una pareja y durante toda la segunda y la tercera se comprometen aun teniendo algunos altibajos, pero al final de la tercera ella rompe su compromiso para no involucrarles en el asesinato de la presidenta de los Estados Unidos. Nikita es la mejor agente de División, ella mata a Percy y cierra División. Tiene amplios conocimientos en tecnología, domina varios idiomas e impuso el récord de tiro en División.

- Lyndsy Fonseca como Alexandra 'Alex' Udinov. Alex es una ex-adicta a las drogas. Sus padres fueron asesinados por División, pero Nikita, aun siendo agente, se ocupó de protegerla para que ella siguiera viva. Fue entregada a un supuesto amigo de sus padres cuando aún era niña, Nikita creyó que estaría bien, pero en lugar de eso el hombre la vendió a traficantes de personas europeos, que la convirtieron en esclava sexual. Nikita la rescató de las calles cuando estaba a punto de morir, y logró infiltrarla como recluta en División. Alex se entrena para ser agente de campo como solía ser Nikita, pero generalmente burla las medidas de seguridad de la organización para informarle de todo a Nikita y que ésta pueda proteger a los "objetivos" inocentes. Alex es casi tan buena como su maestra, es muy hábil en el manejo de armas y el combate cuerpo a cuerpo, aunque tiene problemas al manejar sus emociones.

- Shane West como Michael. Michael era un oficial de la Marina de los Estados Unidos, pero un supuesto informante de Yemen lo traicionó, e intentó atentar contra su vida pero, por un error, no mató a Michael, sino a su esposa y su hija que se encontraban en el país. Michael trató de suicidarse, pero Percy lo detuvo y lo invitó a trabajar a División, ofreciéndole la posibilidad de vengarse. Como todos sus integrantes, Michael fingió su muerte. Aun cuando Michael sabe que los métodos de la organización son más delictivos que legales, generalmente no se opone pues su única ambición es asesinar al terrorista que mató a su familia. Michael respeta a Nikita, mientras está en operativos se ha enfrentado a ella, pero aunque ha tenido la oportunidad no la ha eliminado, como lo desearía Percy. Michael fue quien entrenó a Nikita y de cierta forma demuestra que siente algo por ella, aunque actúa parecido con Alex, a quien también trata de proteger a toda costa. Michael es frío y directo, generalmente usa pistolas escuadra y posee una excelente puntería. Ama a Nikita y acaba en su bando de Nikita para ayudar a destruir 'División'. En la segunda temporada, descubre que tiene un hijo de la mujer de un presidente de otro país a la cual protegió en una misión 4 años antes.

- Aaron Stanford como Seymour Birkhoff. Es un experto en informática. Desarrolló un software capaz de entrar a las bases de datos de todas las corporaciones de EE. UU., además de rastrear teléfonos móviles e incluso acceder a las cámaras de seguridad de los edificios. Es el instructor de informática de los reclutas, les enseña a hackear dispositivos, manipular computadoras, etc.

- Melinda Clarke como Amanda. Antagonista principal de la serie, Amanda es una experta en manipulación, interrogación y es también psicóloga, así como codirectora de División.
- Xander Berkeley como Percival 'Percy' Rose. Junto con Amanda, es el jefe principal de División.
- Devon Sawa como Owen Elliot. Antiguo miembro de División que trabajó con Nikita y Gogol para obtener las cajas negras.
- Noah Bean como Ryan Fletcher. Exagente de la CIA y analista. Es un aliado de Nikita y el actual Jefe de División a partir del final de la temporada 2.
- Ashton Holmes como Thom.
- Tiffany Hines como Jaden.
- Dillon Casey como Sean Pierce.
- Lyndie Greenwood como Sonya.

## Producción
[a.z]
La cadena CW llevaba mucho tiempo interesada en una serie de acción centrado en un personaje femenino. El 27 de enero de 2010, CW ordenó un episodio piloto de Nikita. En febrero, Maggie Q fue elegida como Nikita y Shane West como Michael. En marzo, Lyndsy Fonseca se hizo con el papel de Alex. El 18 de mayo de 2010, la cadena ordenó oficialmente que la serie entrara en producción y se estrenara ese año. Más adelante se anunció que Devon Sawa aparecería en algún episodio interpretando a un agente de División.
La serie de televisión del 2010 está más vinculada a la película francesa Nikita de Luc Besson que a la serie de televisión 
La Femme Nikita de 1997.

## Antecedentes de la serie
La serie es un remake de la serie canadiense La femme Nikita, que a su vez es un remake de la película Nikita (1990) dirigida por Luc Besson. Las otras Nikitas han sido Anne Parillaud (1990), Bridget Fonda (1994) en el remake estadounidense de la película y Peta Wilson (1997).

## Aceptación
La serie debutó en The CW Network la noche del 9 de septiembre de 2010 batiendo los récords de la cadena al convertirse en el debut más fuerte del año de la cadena con un total de 3,6 millones de espectadores, un 9% por encima del anterior debut más fuerte que fue el de The Vampire Diaries con 3,3 millones de audiencia.